# QMMP
QMMP (Qt-based Multimedia Player) — универсальный и свободный аудиопроигрыватель для UNIX-подобных операционных систем и Windows с открытым исходным кодом. QMMP поддерживает множество аудиоформатов и имеет настраиваемый интерфейс пользователя, основанный на оконной системе X и библиотеке Qt. Программа распространяется по свободной лицензии GNU GPL. Имеет интерфейс, аналогичный Winamp или XMMS, и полностью совместима по формату обложек (Skins) с Winamp2, XMMS и Audacious. Начиная с версии 0.9.0 в поставку плеера включён альтернативный интерфейс, выполненный с использованием стандартных элементов управления.

## История создания
Первая публичная версия программы была представлена в марте 2007 года.
Целью проекта являлось создание альтернативы устаревшему XMMS на языке C++ с использованием библиотеки Qt.

## Поддерживаемые форматы
- MPEG layer 1/2/3
- Ogg Vorbis
- Opus
- Native FLAC/OGG FLAC
- Musepack
- WavPack
- трекерные форматы (MOD, S3M, IT, XM и т. д.)
- ADTS AAC
- CD Audio
- WMA, Monkey’s Audio (и др. форматы библиотеки FFmpeg)
- PCM WAVE (и др. форматы библиотеки libsndfile)
- MIDI
- форматы звука игровых консолей (AY, GBS, GYM, HES, KSS, NSF, NSFE, SAP, SPC, VGM, VGZ, VTX)[4]

## Аудио-эффекты
- эффект BS2B
- передискретизация (с помощью ресемплера SoX)
- эффекты LADSPA
- расширение стереобазы
- плавный переход между треками (экспериментальный)

## Визуальные эффекты
- визуализация ProjectM
- анализатор спектра

## Системы вывода звука
- OSS
- ALSA (Linux)
- Pulse Audio
- JACK
- PipeWire (Linux)
- WaveOut (Win32)
- WASAPI (Win32)
- DirectSound (Win32)

## Дополнительные возможности
- поддержка обложек XMMS и Winamp 2.x
- 10-полосный эквалайзер
- поддержка потоков MP3, Vorbis, AAC, AAC+
- поддержка протокола MMS
- MPRIS
- автоопределение съёмных устройств (с помощью HAL или UDisks)
- воспроизведение видео с помощью MPlayer
- получение текстов песен с lyrics.wikia.com
- просмотр обложек
- поддержка CUE
- поддержка «встроенного» CUE (для файлов FLAC и WavPack)
- возможность использовать несколько списков воспроизведения
- автоматической определение кодировки для cue-файлов и SHOUTcast-метаданных
- поддерживаемые форматы списков воспроизведения: M3U, PLS, XSPF.
- поддержка Replay Gain
- скробблер Last.fm/Libre.fm
- поддержка CDDB
- браузер потоков
- преобразователь аудиоформатов
- Разрядность вывода 16, 24 или 32 бита
- Дитеринг
- Сканер ReplayGain
- Для декодирования файлов mp3 используется фраунгоферовский декодер на основе libmad, обеспечивающий высокое качество звучания.
- Возможность работы программы в портативном режиме — при этом настройки хранятся не в системной папке пользователя, а в каталоге программы (только для ОС Windows).